# Lady (canción de Lenny Kravitz)
«Lady» es un sencillo del artista estadounidense Lenny Kravitz. La canción forma parte del álbum Baptism, lanzada en 2004 a través de la compañía discográfica Virgin Records. Fue certificada oro por la Recording Industry Association of America.
El vídeo fue dirigido por Philip Andelman. En una entrevista con la revista Hello!, Kravitz reveló que se inspiró en su entonces novia, Nicole Kidman.

## Posicionamiento
| Lista                   | Posición |
| ----------------------- | -------- |
| Billboard Hot 100       | 27       |
| Adult Top 40            | 4        |
| Top 40 Mainstream       | 26       |
| Top 40 Tracks           | 25       |
| Canadá. Radio & Records | 12       |
| Países Bajos            | 99       |